# Kinesisk guoxia
Guoxiaponnyn är en liten, men stark ponnyras som härstammar ifrån Kina. Rasen påminner mycket om Gotlandsrusset och Shetlandsponnyn men troligen härstammar dessa hästar direkt från mongoliska ponnyer och den mongoliska vildhästen Przewalski. Det finns inte mycket information om rasen eller dess ursprung och rasen ansågs till och med vara utdöd innan de återuptäcktes 1981. Man håller fortfarande på att studera denna lilla ponnyras. Guoxian är en utmärkt barnponny och fungerar även bra som en mindrekörhäst. Namnet betyder "hästen under fruktträdet" vilket antydit till att ponnyerna en gång använts inom fruktodlingarna. 

## Historia
Många av dagens kinesiska hästraser härstammar från hästar som importerats eller förts in i landet från Mongoliet. Främst utvecklades de av den primitiva Przewalskin och mongoliska ponnyer. Gouxian är troligtvis också en mycket gammal ras som utvecklats på liknande sätt och räknas idag som den enda äkta ponnyn bland de kinesiska raserna. De andra raserna är oftast små på grund av dåligt foder och räknas främst som små hästar. Med bra foder kan dessa lätt skjuta i höjden medan guoxian behåller sin ringa mankhöjd.
Guoxian har troligtvis utvecklats under flera årtusenden och man har i Kina hittat en bronsstaty som föreställer en häst, som är mycket lik en guoxia. Bronsstatyn daterades och visade sig vara ca 2000 år gammal, men guoxian kan vara mycket äldre än så. Guoxians namn betyder "hästen under fruktträdet" och troligtvis har ponnyerna använts som både pack- och transportdjur på fruktplantager runt om i Kina. 
Eftersom det inte nämns något om ponnyn i kinesiska skrifter får forskarna förlita sig på getester och teorier. En teori är att den kinesiska guoxian har utavlats med Shetlandsponnyer som fördes till Kina med de brittiska kolonisatörerna. Förr användes guoxiaponnyerna mycket i gruvorna i Kina enligt de få fotobevis som finns på rasen, vilket troligtvis också är en teknik som tagits från England där Shetlandsponnyn användes flitigt i gruvorna. Teorin om utaveln med Shetlandsponnyn förklarade även guoxians låga mankhöjd. Shetlandsponnyn har troligtvis även korsats med de lokala kinesiska Jianchangponnyerna och Lijiangponnyerna som också är små ponnyer som användes i lättare jordbruk som t.ex. på risfälten för över 2000 år sedan. Forskningen kom dock ingen vart förutom att man bad invånare i Jingxi, där rasen hittades, fylla i ett formulär där de fick svara på frågor om varifrån hästen kom, men då de flesta i området var analfabeter så kom man inte långt. 
Efter kolonitiden föll dock Guoxian i glömska och ansågs vara utdöd ända fram till 1981 då rasen återupptäcktes. Antalet guoxiaponnyer var då katastrofalt lågt och det var många tydliga skillnader mellan de olika ponnyerna då aveln skilde sig mycket i de olika regionerna. Ett avelssälkap har idag startats för att rädda rasen och avla den mer selektivt.

## Egenskaper
Ponnyn har många av de egenskaper som Shetlandsponnyn visar, bland annat utseendet och styrkan som den lilla ponnyn besitter. Guoxian är även, likt Shetlandsponnyerna, utmärkta barnponnyer då de har ett mycket lugnt och samarbetsvilligt temperament. Guoxian kan även användas till körning och har arbetsvilja och är lättlärd. 
Guoxian är mycket primitivt byggd med ett litet, men kraftigt huvud med små öron. Halsen och ryggen är korta och ryggen och bogpartiet kan även vara något raka. Benen är dock välformade och starka med hårda hovar. Guoxian är mycket liten med en mankhöjd på ca 86-100. Får ponnyerna bra bete kan de bli upp mot 110 cm i mankhöjd. Färgen är vanligtvis brun, skimmel eller stickelhårig, men alla färger är tillåtna.